# Copa da Liga Japonesa de 2017
A Copa da Liga Japonesa 2017 é a 24ª edição da Copa da Liga Japonesa, que nesse ano passou a se chamar J. League YBC Levain Cup para fins de patrocínio. A final foi disputada novamente no Estádio de Saitama. O campeão representou a JFA na Copa Suruga Bank de 2018.
Sendo disputada em fase de grupos, quartas, semifinais e final, tendo um playoff entre os 2º e 3º colocados da fase de grupos, de onde são distribuídas em dois grupos - A e B - com exceção dos quatro times classificados a Liga dos Campeões Asiática, que entram nas quartas. onde se juntam aos dois melhores de cada grupo, em jogos de ida e volta, assim como as semifinais e  conquistado pelo Cerezo Osaka que na final, bateu o Kawasaki Frontale por 2 a 0

## Fase de grupos

### Grupo A
| Pos | Equipe            | PG | J | V | E | D | GP | GS | SG | Classificação                   |
| --- | ----------------- | -- | - | - | - | - | -- | -- | -- | ------------------------------- |
| 1   | Vegalta Sendai    | 13 | 6 | 4 | 1 | 1 | 10 | 10 | 0  | Classificados para a Fase final |
| 2   | FC Tokyo          | 12 | 6 | 4 | 0 | 2 | 14 | 8  | +6 | Classificados para os Playoffs  |
| 3   | Consadole Sapporo | 10 | 6 | 3 | 1 | 2 | 7  | 5  | +2 | Classificados para os Playoffs  |
| 4   | Júbilo Iwata      | 9  | 6 | 3 | 0 | 3 | 10 | 10 | 0  |                                 |
| 5   | RB Omiya Ardija   | 8  | 6 | 2 | 2 | 2 | 11 | 8  | +3 |                                 |
| 6   | Kashiwa Reysol    | 5  | 6 | 1 | 2 | 3 | 4  | 6  | -2 |                                 |
| 7   | Shimizu S-Pulse   | 3  | 6 | 1 | 0 | 5 | 5  | 14 | -9 |                                 |

### Grupo B
| Pos | Equipe              | PG | J | V | E | D | GP | GS | SG | Classificação                   |
| --- | ------------------- | -- | - | - | - | - | -- | -- | -- | ------------------------------- |
| 1   | Vissel Kobe         | 15 | 6 | 5 | 0 | 1 | 10 | 3  | +7 | Classificados para a Fase final |
| 2   | Cerezo Osaka        | 14 | 6 | 4 | 2 | 0 | 9  | 4  | +5 | Classificados para os Playoffs  |
| 3   | Sanfrecce Hiroshima | 10 | 6 | 3 | 1 | 2 | 5  | 6  | -1 | Classificados para os Playoffs  |
| 4   | Yokohama F. Marinos | 9  | 6 | 3 | 0 | 3 | 8  | 8  | 0  |                                 |
| 5   | Ventforet Kofu      | 8  | 6 | 1 | 2 | 3 | 5  | 6  | -1 |                                 |
| 6   | Sagan Tosu          | 8  | 6 | 1 | 2 | 3 | 10 | 12 | -2 |                                 |
| 7   | Albirex Niigata     | 3  | 6 | 0 | 1 | 5 | 3  | 11 | -8 |                                 |

## Playoffs
| Equipe 1            | Total | Equipe 2     | 1.º jogo | 2.º jogo |
| ------------------- | ----- | ------------ | -------- | -------- |
| Consadole Sapporo   | 0–3   | Cerezo Osaka | 0–2      | 0–1      |
| Sanfrecce Hiroshima | 0–2   | FC Tokyo     | 0–1      | 0–1      |

## Fase finais

### Equipes classificadas
| Gamba Osaka        | Cerezo Osaka   |
| Kashima Antlers    | FC Tokyo       |
| Kawasaki Frontale  | Vissel Kobe    |
| Urawa Red Diamonds | Vegalta Sendai |

| Chave de cores                                |
| --------------------------------------------- |
| Classificados diretamente às quartas-de-final |
| Vindos da fase de grupos                      |

## Quartas de final
| Equipe 1          | Total    | Equipe 2           | 1.º jogo | 2.º jogo |
| ----------------- | -------- | ------------------ | -------- | -------- |
| Cerezo Osaka      | 2–2 (gf) | Urawa Red Diamonds | 0–0      | 2–2      |
| Kawasaki Frontale | 7–1      | FC Tokyo           | 2–0      | 5–1      |
| Vegalta Sendai    | 5–4      | Kashima Antlers    | 3–1      | 2–3      |
| Vissel Kobe       | 0–2      | Gamba Osaka        | 0–0      | 0–2      |

## Semifinais
| Equipe 1       | Total | Equipe 2          | 1.º jogo | 2.º jogo |
| -------------- | ----- | ----------------- | -------- | -------- |
| Cerezo Osaka   | 4-3   | Gamba Osaka       | 2–2      | 2–1      |
| Vegalta Sendai | 4-5   | Kawasaki Frontale | 3–2      | 1–3      |

### Final
| 4 de Novembro de 2017 | Cerezo Osaka              | 2 - 0     | Kawasaki Frontale | Saitama Stadium 2002                  |
| 13:05 (UTC+9)         | Sugimoto 1' · Souza 90+2' | Relatório |                   | Público: 53,452 Árbitro: Y. Nishimura |

| Cerezo Osaka | Kawasaki Frontale |

## Premiação
| Copa da Liga Japonesa 2017       |
| -------------------------------- |
| Cerezo Osaka Campeão (1º título) |

## Artilharia
| Gols | Jogador        | Time           |
| ---- | -------------- | -------------- |
| 5    | Crislan        | Vegalta Sendai |
| 4    | Koki Ogawa     | Júbilo Iwata   |
| 4    | Junya Tanaka   | Vissel Kobe    |
| 4    | Ricardo Santos | Cerezo Osaka   |